# Tucows
Tucows ist ein börsennotiertes kanadisches Unternehmen, das nach  GoDaddy und eNom zu den drei größten Registraren von Domains zählt. Über seinen Onlinedienst OpenSRS registrierten zahlreiche Webhoster weltweit Domains, außerdem wurde mit Ting ein Mobilfunkanbieter in den Vereinigten Staaten und Kanada gestartet. Tucows wurde in Flint (Michigan) gegründet und hat heute seinen Sitz in Toronto.

## Geschichte
1993 begann Scott Swedorski mit der Entwicklung einer Website, auf der Freeware und Shareware kostenlos zum Download angeboten wurde. Diese erhielt den Namen Tucows, der als Abkürzung für The Ultimate Collection of Winsock Software steht. Das Angebot gehörte zu den ersten seiner Art und wurde schnell überregional als Bezugsquelle für Windows-Software bekannt. Im Jahr 1999 ergänzte Tucows auch Linux-Software in den Downloads. Einige Internet Service Provider richteten Mirrors für das Software-Archiv von Tucows ein, später kamen auch Anbieter im deutschsprachigen Raum hinzu. 1995 wurde Tucows durch das kanadische Unternehmen ISP Internet Direct übernommen, das einen populären Download-Mirror betrieb.
Die Bezeichnung Tucows wurde für das gesamte Unternehmen beibehalten. Daraufhin wandelte sich Tucows vom reinen Download-Archiv und Internet Service Provider zum Domain-Name-Registrar, nachdem es 1999 die Zulassung bei der ICANN beantragt hatte. Daraufhin wurde im Oktober 1999 der Onlinedienst OpenSRS vorgestellt, über den dritte Anbieter Domains für ihre Kunden registrieren konnten, ohne dass Tucows gegenüber ihnen in Erscheinung tritt. In der Folgezeit begann das Unternehmen damit, neben Domains auch SSL-Zertifikate von GeoTrust, Thawte und Co. sowie E-Mail-Postfächer über das Wholesale-System anzubieten, jedoch bis heute kein Webhosting.
Seit dem 19. August 2005 werden Aktien des Unternehmens sowohl an der American Stock Exchange als auch der Toronto Stock Exchange gehandelt. Der Verkauf von Domains entwickelte sich zur maßgeblichen Einnahmequelle, weshalb sich Tucows mehrfach um die Verwaltung einer Top-Level-Domain bewarb. Dazu zählte auch die generische Adresse .net, für welche die deutsche DENIC mit dem kanadischen Anbieter zusammenarbeiten wollte, sich letztendlich aber nicht durchsetzen konnte. Zuletzt trat Tucows als Bewerber um einige neue Top-Level-Domains auf, .online beispielsweise.
Neben dem Domain-Segment, in dem Tucows unter anderem mit den Marken OpenSRS für Reseller sowie Hover für Endkunden operiert, tritt das Unternehmen seit Mitte 2007 als Mobilfunkanbieter unter der Marke Ting auf. Es wird kein eigenes Mobilfunknetz betrieben, sondern die Infrastruktur von Sprint Nextel genutzt.
Im Januar 2017 kündigte Tucows die Übernahme des Domainregistrars eNom von Demand Media an.

## Kontroverse
Im Jahr 2006 geriet Tucows in eine gerichtliche Auseinandersetzung in den Vereinigten Staaten um die Domain spamhaus.org, die suspendiert werden sollte. Tucows ließ in diesem Zusammenhang verlauten, man sei als kanadisches Unternehmen nicht an die Entscheidung eines US-Gerichts gebunden. Die ICANN wiederum betonte, man sei selbst überhaupt nicht für die Domain verantwortlich, sondern nur der jeweilige Registrar Tucows beziehungsweise die Registry. Grund für den Prozess war eine mutmaßliche Rechtsverletzung durch die Organisation The Spamhaus Project, die einen dritten Anbieter als Versender unerwünschter Werbung eingestuft hatte.